# توبي رايتانين
توبي أولي فيتوري رايتانين (من مواليد 7 فبراير 1996 في تامبيري) هو عداء فنلندي متخصص في سباق 3000 متر موانع. وحامل الميدالية الذهبية في بطولة أوروبا في هذا الحدث. وصلوا أيضًا إلى النهائي في بطولة أوروبا لألعاب القوى 2018 حيث احتلوا المركز الثامن. ترشح رايتانين أيضًا لفنلندا في رياضة التوجيه وفاز بميدالية ذهبية في بطولة العالم للناشئين في رياضة التوجيه.
تأهل لتمثيل فنلندا في دورة الألعاب الأولمبية الصيفية 2020، ليحتل المركز الثامن في النهائي.